# 北海道道250号清里止別線
北海道道250号清里止別線（ほっかいどうどう250ごう きよさとやんべつせん）は、北海道斜里郡清里町と同郡小清水町を結ぶ一般道道（北海道道）である。

## 概要

### 路線データ
- 起点：北海道斜里郡清里町字神威（北海道道1115号摩周湖斜里線交点）
- 終点：北海道斜里郡小清水町字止別（国道244号・北海道道557号止別停車場線交点）
- 路線延長：14.7 km（総延長）

## 歴史
- 1957年（昭和32年）3月30日 - 156号として路線認定[1]。
- 1994年（平成6年）10月1日 - 路線番号を250号に変更[2]。

## 地理

### 通過する自治体
- オホーツク総合振興局
  - 斜里郡
    - 清里町
    - 小清水町

### 交差する道路
清里町
- 北海道道1115号摩周湖斜里線 - 字神威（起点）
- 北海道道944号神威小清水線 - 字神威

小清水町
- 国道334号 - 字旭
- 国道244号 - 字止別（終点）
- 北海道道557号止別停車場線 - 字止別（終点）